# カブラス
カブラス（伊: Cabras）は、イタリア共和国サルデーニャ自治州オリスターノ県にある、人口約9,100人の基礎自治体（コムーネ）。
シニス半島と呼ばれる地域の中心都市で、大きな沼沢地であるスターニョ・ディ・カブラスのほとりに位置する。

## 地理

### 位置・広がり
市域は約100km2と広く、西は地中海（サルデーニャ海）に面する。市域南西部にはサン・マルコ岬 (it:Capo San Marco) が南に突き出し、地中海とオリスターノ湾とを隔てている。サン・マルコ岬にあるタロス遺跡 (Tharros) は、古代フェニキア人が築いた港町の遺跡である。地中海上のマル・ディ・ヴェントレ島も市域に含まれる。

#### 隣接コムーネ
隣接するコムーネは以下の通り。
- ヌラーキ
- オリスターノ
- リオーラ・サルド

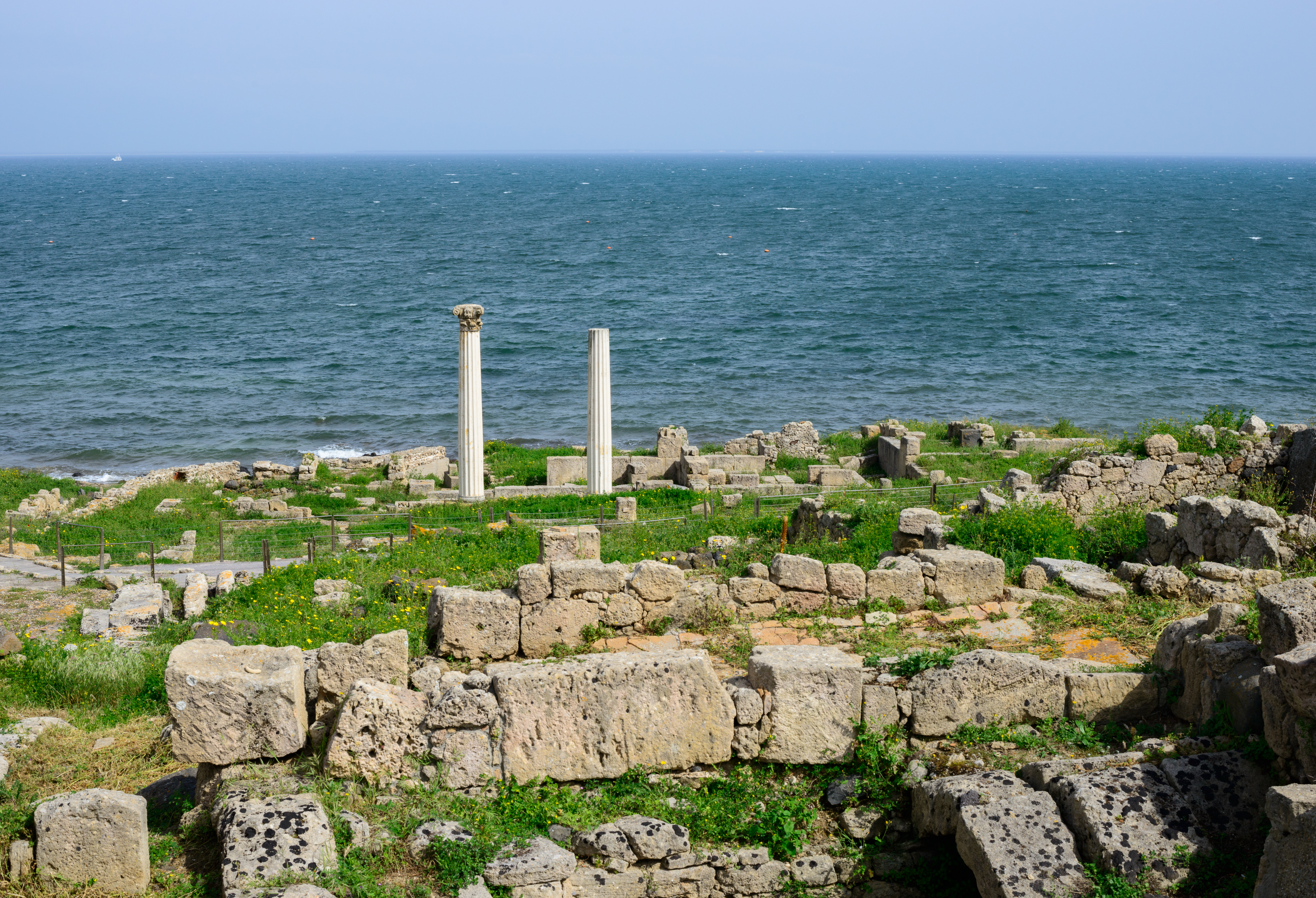
タロス遺跡
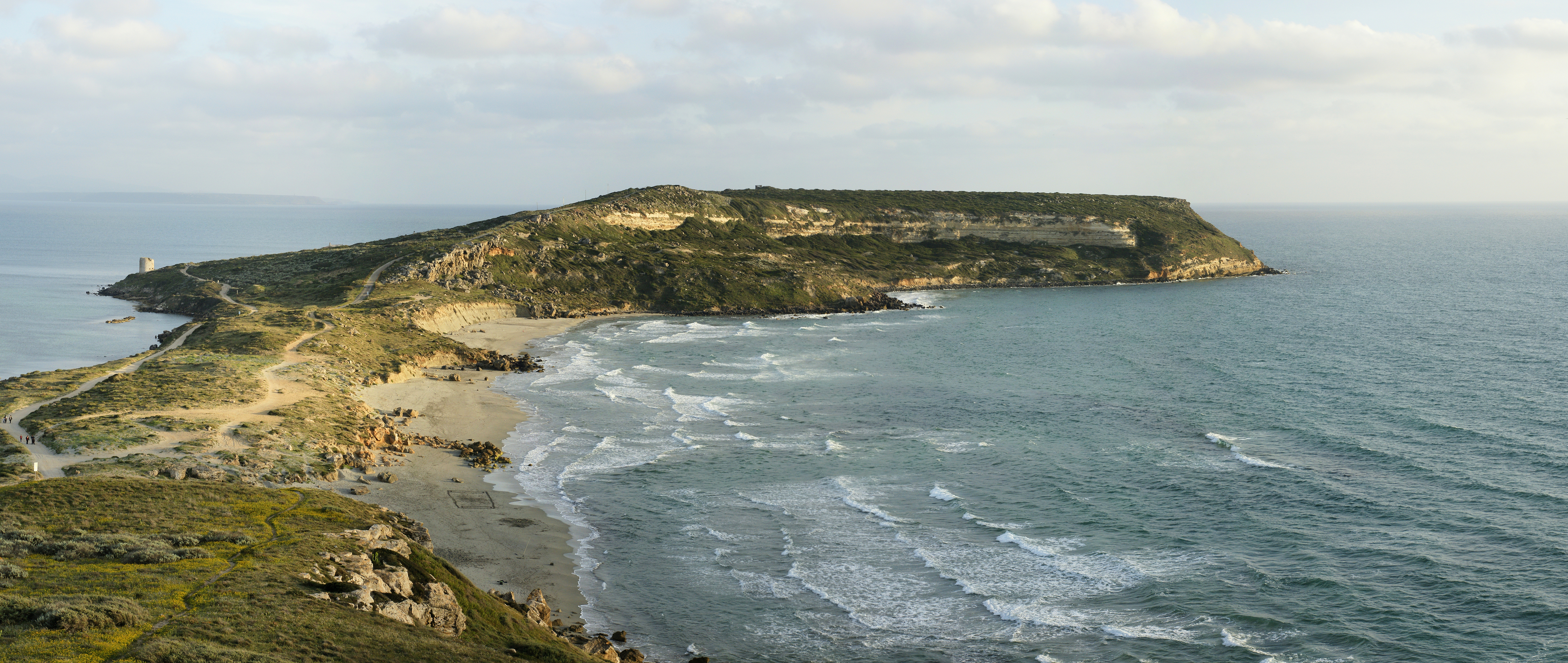
サン・マルコ岬

## 行政

### 分離集落
カブラスには、以下の分離集落（フラツィオーネ）がある。
- Funtana Meiga, San Giovanni di Sinis, San Salvatore di Sinis, Solanas, Su Cungiau de Gerrusso, Porto Suedda

## 自然・環境
オリスターノ県域にはラムサール条約登録湿地が6か所あるが、市域にはそのうち2か所がある（イタリアのラムサール条約登録地一覧参照）。マーレ・フォゲ川が流れ込むスターニョ・ディ・カブラス（Stagno di Cabras） と、その南西に隣接するオリスターノ湾沿岸の潟湖ラグーナ・ディ・ミストラス（Laguna di Mistras）  である。スターニョ・ディ・カブラスは、カブラスから北へヌラーキ、リオーラ・サルドの市域にかけて広がっている。
一帯は特にオオフラミンゴが大量に出現することがあり、ラグーナ・ディ・ミストラスには二枚貝と魚類が豊富である。

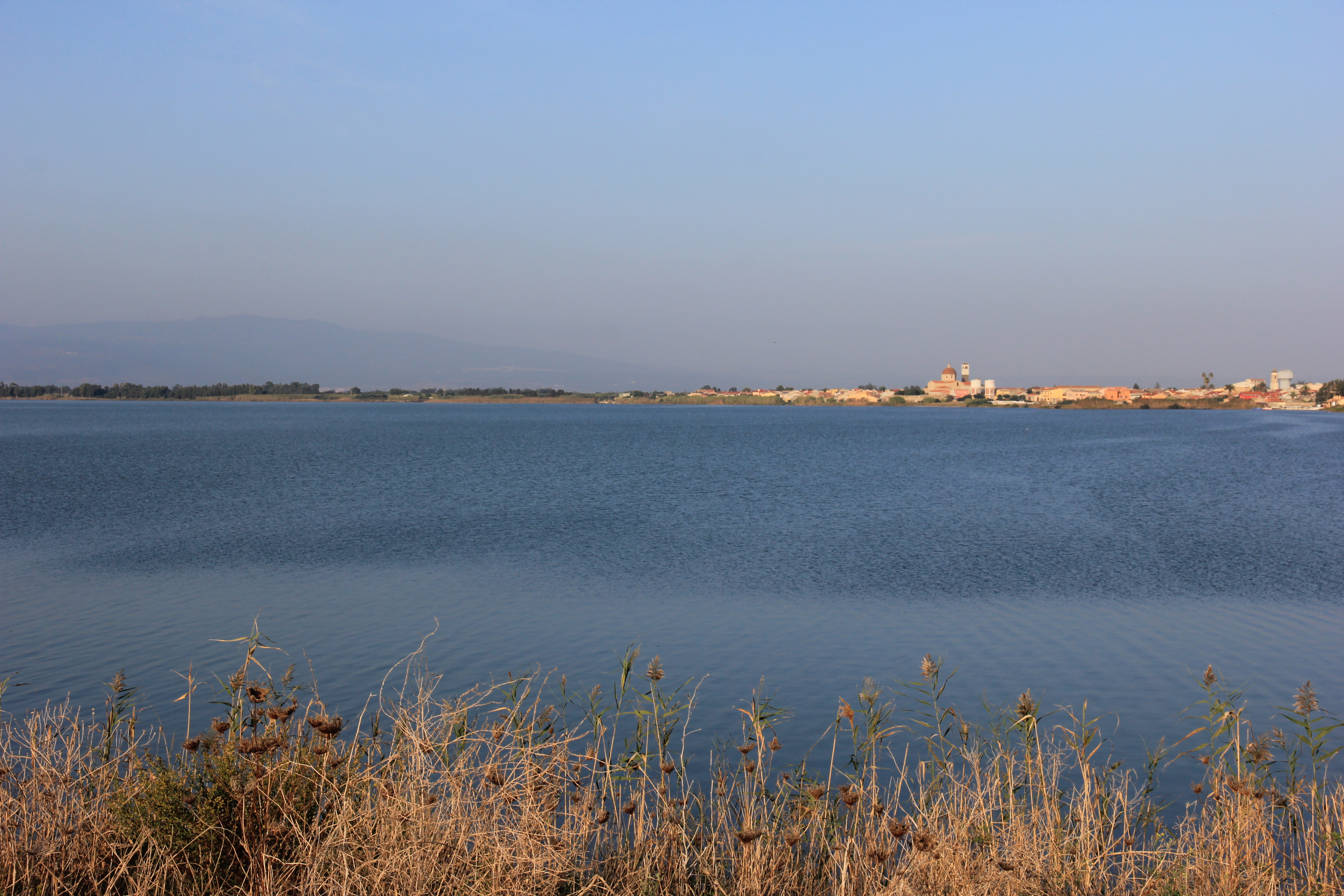
スターニョ・ディ・カブラス
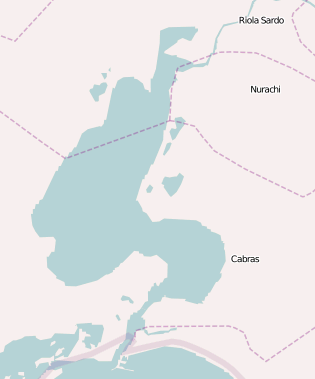
スターニョ・ディ・カブラスの地図